# Tauherenikau (rivière)
La rivière Tauherenikau  (en anglais : Tauherenikau River) est un cours d’eau de la région de Wellington dans l’Île du Nord de la  Nouvelle-Zélande.

## Géographie
Elle s’écoule initialement vers le sud-est à partir de sa source sur les pentes du  Mont Hector avant de tourner au sud-ouest pour descendre le long de la vallée dans la chaîne de tararua. À partir du fond de la vallée où elle tourne à nouveau au sud-est, s’écoulant vers le sud, elle passe à travers la ville de  Featherston avant d’atteindre la berge nord du lac Wairarapa.
(en) Land Information New Zealand, « détail emplacement: Tauherenikau (rivière) », sur New Zealand Gazetteer (consulté le 12 juillet 2009)